# Cihuatlampa

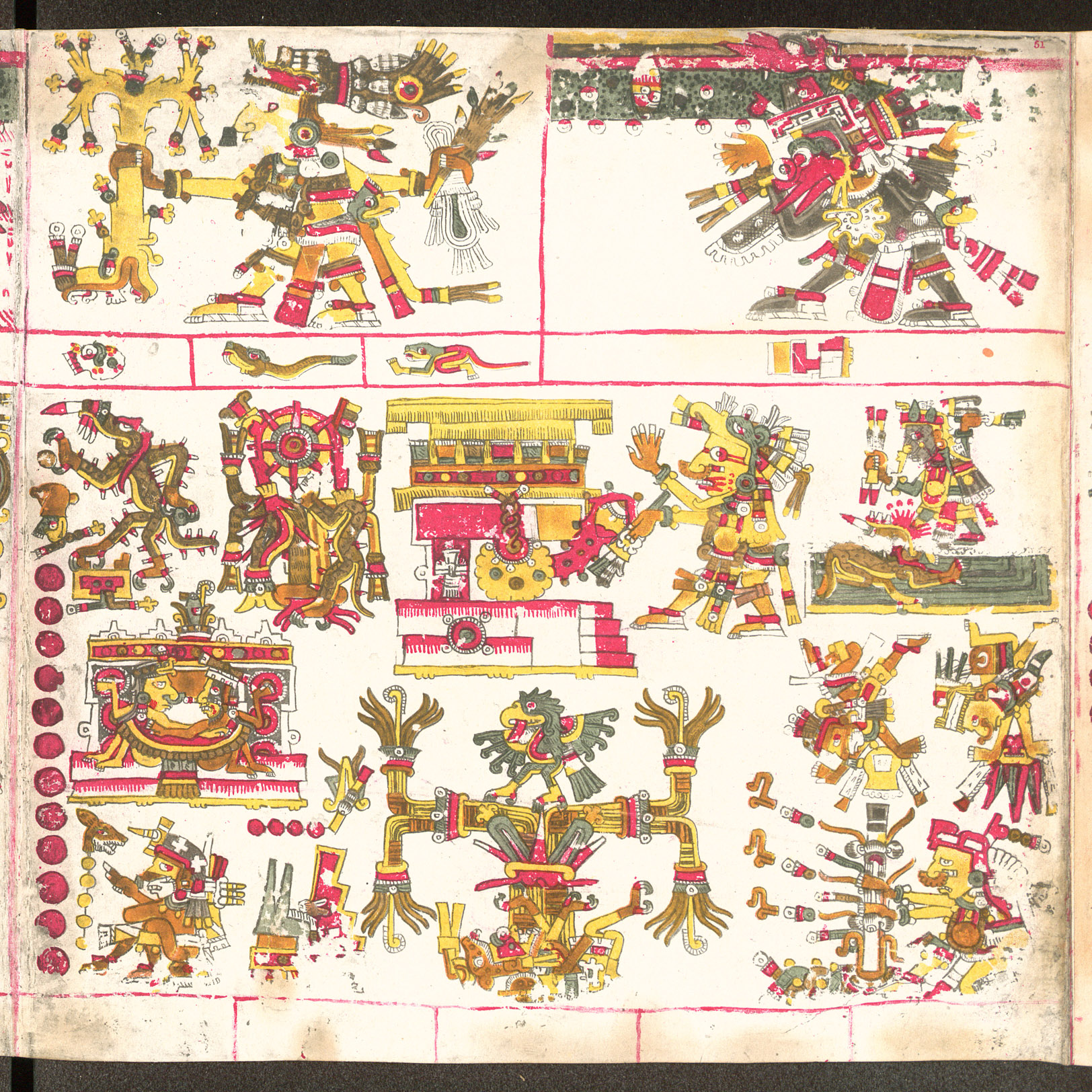
Cihuatlampa en el Códice Borgia.

Cihuatlampa (del náhuatl: siwatlanpa ‘hacia el lugar de las mujeres’‘siwatl, mujer; tlan, lugar de; pa, hacia’) en la mitología mexica es el poniente, el punto cardinal del Oeste, ya que se creía que las mujeres que morían durante el parto, iban al cielo al lugar donde se pone el sol. Por lo que al dios del viento del Oeste o poniente le llamaban Cihuatlampa-Ehécatl o Cihuatecayotl, "viento de donde habitan las mujeres", según Sahagún, no es furioso, pero es frío, hace temblar y tiritar, y con él bien se navega.
Entre otros seres que habitaban ese lugar, eran los Tomamacpalitotique, de los cuales eran hechiceros, ladrones que  también procuraban robarse el cadáver para cortarle el brazo izquierdo con la mano, porque para hacer sus encantamientos decía "que tenía virtud el brazo y la mano para quitar el ánimo de los que estaban en la casa donde iban a hurtar, pues de tal manera los desmayaban, que ni podían menearse, ni hablar, aunque veían lo que pasaba". Aun cuando la muerte de estas mujeres entristecía y hacía derramar llanto a las parteras, sin embargo, los padres y parientes de ellas se alegraban, porque decía que no iban al infierno del Mictlán, sino a la casa del Sol, y que éste, por ser valiente, las había llevado para sí; y por eso también se les llamaban Mocihuaquetzque "mujeres valientes que se levantan".